# Liste der Kulturdenkmäler in Michelstadt
Die folgende Liste enthält die in der Denkmaltopographie ausgewiesenen Kulturdenkmäler auf dem Gebiet  der  Stadt Michelstadt, Odenwaldkreis, Hessen.
Hinweis: Die Reihenfolge der Denkmäler in dieser Liste orientiert sich zunächst an Stadtteilen und anschließend der Anschrift, alternativ ist sie auch nach der Bezeichnung, der vom Landesamt für Denkmalpflege vergebenen Nummer oder der Bauzeit sortierbar.
Kulturdenkmäler werden fortlaufend im Denkmalverzeichnis des Landes Hessen durch das Landesamt für Denkmalpflege Hessen auf Basis des Hessischen Denkmalschutzgesetzes (HDSchG) geführt. Die Schutzwürdigkeit eines Kulturdenkmals hängt nicht von der Eintragung in das Denkmalverzeichnis des Landes Hessen oder der Veröffentlichung in der Denkmaltopographie ab.

Das Vorhandensein oder Fehlen eines Objekts in dieser Liste ist keine rechtsverbindliche Auskunft darüber, ob es Kulturdenkmal ist oder nicht: Diese Liste entspricht möglicherweise nicht dem aktuellen Stand der offiziellen Denkmaltopographie. Diese ist für Hessen in den entsprechenden Bänden der Denkmaltopographie Bundesrepublik Deutschland und im Internet unter DenkXweb – Kulturdenkmäler in Hessen einsehbar. Auch diese Quellen sind, obwohl sie durch das Landesamt für Denkmalpflege Hessen aktualisiert werden, nicht immer aktuell, da es im Denkmalbestand immer wieder Änderungen gibt.
Eine verbindliche Auskunft erteilt allein das Landesamt für Denkmalpflege Hessen.
Nutze diese Kartenansicht, um Koordinaten in der Liste zu setzen. In dieser Kartenansicht sind Kulturdenkmale ohne Koordinaten mit einem roten bzw. orangen Marker dargestellt und können in der Karte gesetzt werden. Kulturdenkmale ohne Bild sind mit einem blauen bzw. roten Marker gekennzeichnet, Kulturdenkmale mit Bild mit einem grünen bzw. orangen Marker.

## Kulturdenkmäler nach Ortsteilen

### Michelstadt
| Bild                                                                              | Bezeichnung                                  | Lage | Beschreibung | Bauzeit      | Objekt-Nr. |
| --------------------------------------------------------------------------------- | -------------------------------------------- | --- | --- | ------------ | ---------- |
| weitere Bilder                                                                    | Judenfriedhof                                | Am Judenberg LageFlur: 9, Flurstück: 1 | |              | 11305 DDB  |
| Brunnen                                                                           | Brunnen                                      | Am Kirchenplatz LageFlur: 1, Flurstück: 1781/2 | |              | 11378 DDB  |
| weitere Bilder                                                                    | Evangelische Pfarrkirche                     | Am Kirchenplatz 1 LageFlur: 1, Flurstück: 1/1 | |              | 11379 DDB  |
|                                                                                   |                                              | Am Kirchenplatz 2 LageFlur: 1, Flurstück: 15/1 | |              | 11380 DDB  |
| Ehemalige Stadtschule                                                             | Ehemalige Stadtschule                        | Am Kirchenplatz 3, Obere Pfarrgasse 10 LageFlur: 1, Flurstück: 9/5, 10/2 | | 1828         | 11381 DDB  |
|                                                                                   |                                              | Am Kirchenplatz 4 LageFlur: 1, Flurstück: 8/5 | |              | 11382 DDB  |
| weitere Bilder                                                                    | ehemaliger Stall                             | Am Kirchenplatz 5 LageFlur: 1, Flurstück: 7/2 | Ehemalige Stallscheune der „Alten Schule“ | 1780         | 11384 DDB  |
|                                                                                   |                                              | Am Kirchenplatz 5 LageFlur: 1, Flurstück: 3 | „Alte Schule“ |              | 11383 DDB  |
|                                                                                   |                                              | Bahnhofstraße 1 LageFlur: 1, Flurstück: 953/1 | | um 1665      | 11306 DDB  |
|                                                                                   |                                              | Bahnhofstraße 5 LageFlur: 1, Flurstück: 956/1 | |              | 11307 DDB  |
|                                                                                   |                                              | Bahnhofstraße 7, Waldstraße 3/5 LageFlur: 1, Flurstück: 957/1, 961, 962 | |              | 11308 DDB  |
|                                                                                   |                                              | Bahnhofstraße 13 LageFlur: 1, Flurstück: 1043 | | 1738         | 11309 DDB  |
|                                                                                   |                                              | Bahnhofstraße 17 LageFlur: 1, Flurstück: 1047/6 | | um 1790/1800 | 11310 DDB  |
|                                                                                   |                                              | Bahnhofstraße 20 LageFlur: 1, Flurstück: 934/5 | |              | 11311 DDB  |
|                                                                                   |                                              | Bahnhofstraße 21/23 LageFlur: 1, Flurstück: 1049/5 | | 1822         | 11312 DDB  |
|                                                                                   |                                              | Bahnhofstraße 22 LageFlur: 1, Flurstück: 930/1 | |              | 11313 DDB  |
| Weyprechtsbrunnen                                                                 | Weyprechtsbrunnen                            | Bahnhofstraße 25 LageFlur: 1, Flurstück: 1062/1 | | 1832         | 11315 DDB  |
| Erbach-Fürstenauische Hofapotheke                                                 | Erbach-Fürstenauische Hofapotheke            | Bahnhofstraße 25 LageFlur: 1, Flurstück: 1062/1 | | 1826         | 11314 DDB  |
| Ehemalige Thurn und Taxis’sche Post                                               | Ehemalige Thurn und Taxis’sche Post          | Bahnhofstraße 29 LageFlur: 1, Flurstück: 1080/1 | | 1825         | 11316 DDB  |
| Ehemaliges Progymnasium                                                           | Ehemaliges Progymnasium                      | Bahnhofstraße 31 LageFlur: 1, Flurstück: 1077 | | 1826–27      | 11317 DDB  |
|                                                                                   |                                              | Bahnhofstraße 36 LageFlur: 1, Flurstück: 1075/3 | | 1825         | 11318 DDB  |
| Alte Brauerei                                                                     | Alte Brauerei                                | Braunstraße 1 LageFlur: 1, Flurstück: 242/1 | |              | 11319 DDB  |
| weitere Bilder                                                                    |                                              | Braunstraße 2/4 LageFlur: 1, Flurstück: 4/1, 4/2, 5 | |              | 11320 DDB  |
| Gasthaus ‚Drei Hasen‘                                                             | Gasthaus ‚Drei Hasen‘                        | Braunstraße 5 LageFlur: 1, Flurstück: 244/1 | | 1812         | 11827 DDB  |
|                                                                                   |                                              | Braunstraße 6 LageFlur: 1, Flurstück: 41/1 | |              | 11322 DDB  |
|                                                                                   |                                              | Braunstraße 7 LageFlur: 1, Flurstück: 246/2 | |              | 11323 DDB  |
|                                                                                   |                                              | Braunstraße 8/10, Am Stadtgarten 2/4 LageFlur: 1, Flurstück: 323/2–4 | | 1780         | 11324 DDB  |
|                                                                                   |                                              | Braunstraße 14 LageFlur: 1, Flurstück: 321/2 | | ca. 1765     | 11325 DDB  |
|                                                                                   |                                              | Braunstraße 16 LageFlur: 1, Flurstück: 321/1 | |              | 11326 DDB  |
| weitere Bilder                                                                    | Ehemalige Brauerei                           | Braunstraße 17 LageFlur: 1, Flurstück: 257/1 | | 1793         | 11327 DDB  |
|                                                                                   |                                              | Braunstraße 18, 18a LageFlur: 1, Flurstück: 295/3, 318/6 | |              | 11328 DDB  |
|                                                                                   |                                              | Braunstraße 20 LageFlur: 1, Flurstück: 295/2 | |              | 11329 DDB  |
|                                                                                   |                                              | Braunstraße 22 LageFlur: 1, Flurstück: 295/2 | | 1767/71      | 11330 DDB  |
|                                                                                   |                                              | Braunstraße 23 LageFlur: 1, Flurstück: 285/3 | | 1789         | 11331 DDB  |
|                                                                                   |                                              | Braunstraße 24 LageFlur: 1, Flurstück: 294/2 | | um 1785      | 11332 DDB  |
|                                                                                   |                                              | Braunstraße 25 LageFlur: 1, Flurstück: 286/2 | | 1789         | 11333 DDB  |
|                                                                                   |                                              | Braunstraße 26 LageFlur: 1, Flurstück: 288/1 | | 1786         | 11334 DDB  |
|                                                                                   |                                              | d’Orvillestraße 27/29 LageFlur: 8, Flurstück: 118/1, 118/2 | | 1927         | 11335 DDB  |
| weitere Bilder                                                                    | Ehemalige Burg (‚Kellerei‘)                  | Einhardspforte 3, Braunstraße 11, Einhardspforte 1, 2, 10 LageFlur: 1, Flurstück: 240/3, 248/1, 250/3, 251/4 | |              | 11336 DDB  |
|                                                                                   |                                              | Erbacher Straße 1 LageFlur: 1, Flurstück: 286/1 | Gerberscheune |              | 11337 DDB  |
|                                                                                   |                                              | Erbacher Straße 2 LageFlur: 1, Flurstück: 483/1 | |              | 11338 DDB  |
|                                                                                   |                                              | Erbacher Straße 5 LageFlur: 1, Flurstück: 266/3 | | um 1800      | 11339 DDB  |
|                                                                                   |                                              | Erbacher Straße 9 / Kellereibergstraße 2 LageFlur: 1, Flurstück: 704/4, 704/5 | | 1820         | 11341 DDB  |
|                                                                                   |                                              | Erbacher Straße 11 LageFlur: 1, Flurstück: 703/3 | | um 1825      | 11342 DDB  |
|                                                                                   |                                              | Erbacher Straße 12 LageFlur: 1, Flurstück: 489/1 | | 1821         | 11343 DDB  |
|                                                                                   |                                              | Erbacher Straße 16 LageFlur: 1, Flurstück: 500/5 | | 1879         | 11344 DDB  |
|                                                                                   |                                              | Erbacher Straße 17, 17b LageFlur: 1, Flurstück: 696/2 | | 1849         | 11345 DDB  |
|                                                                                   |                                              | Erbacher Straße 19 LageFlur: 1, Flurstück: 692/1 | | 1851         | 11346 DDB  |
|                                                                                   |                                              | Erbacher Straße 22 LageFlur: 1, Flurstück: 675/2 | „Altes Finanzamt“ |              | 11348 DDB  |
| Gymnasium                                                                         | Gymnasium                                    | Erbacher Straße 23 LageFlur: 2, Flurstück: 11/3 | | 1878         | 11347 DDB  |
|                                                                                   |                                              | Erbacher Straße 26 LageFlur: 1, Flurstück: 649/3 | | 1924/25      | 11349 DDB  |
| Forstamt                                                                          | Forstamt                                     | Erbacher Straße 28 LageFlur: 1, Flurstück: 642/3 | | 1907         | 11350 DDB  |
|                                                                                   |                                              | Erbacher Straße 40, Erbacher Straße LageFlur: 6, Flurstück: 123/28, 123/29, 311/7 | | 1907/08      | 11351 DDB  |
|                                                                                   |                                              | Erbacher Straße 41 LageFlur: 2, Flurstück: 40/1 | Die Villa wurde von dem Darmstädter Architekten Arthur Wienkoop 1897 für Michael Arzt erbaut. | 1897         | 11352 DDB  |
|                                                                                   |                                              | Erbacher Straße 42 LageFlur: 6, Flurstück: 122/3 | | 1905–07      | 11353 DDB  |
| Ehemalige Kaltwasseranstalt                                                       | Ehemalige Kaltwasseranstalt                  | Frankfurter Straße 3 LageFlur: 1, Flurstück: 1548/8 | | 1849/50      | 11354 DDB  |
|                                                                                   |                                              | Friedhofstraße 1 LageFlur: 1, Flurstück: 479/6 | | ca. 1800     | 11355 DDB  |
| weitere Bilder                                                                    | Friedhof mit Kapelle                         | Friedhofstraße 57, Am Kirchhof LageFlur: 5, Flurstück: 46/3, 75/1 | |              | 11356 DDB  |
|                                                                                   |                                              | Friedrich-Ebert-Straße 2 LageFlur: 1, Flurstück: 752/2 | | 1898/1900    | 11357 DDB  |
| Denkmalgeschützter Laufbrunnen in Michelstadt, Waldstraße Ecke Gabelsbergerstraße | Laufbrunnen                                  | Gabelsberger Straße LageFlur: 1, Flurstück: 1151/1 | | 1909         | 11447 DDB  |
| Laufbrunnen                                                                       | Laufbrunnen                                  | Gartenweg 24 LageFlur: 1, Flurstück: 1246/1 | |              | 11423 DDB  |
|                                                                                   |                                              | Georg-Glenz-Straße 9 LageFlur: 6, Flurstück: 152/34 | | 1927         | 11358 DDB  |
| Altstadt                                                                          | Altstadt                                     | Gesamtanlage Altstadt Lage | |              | 11296 DDB  |
| Bahnhofstraße                                                                     | Bahnhofstraße                                | Gesamtanlage Bahnhofstraße Lage | |              | 11297 DDB  |
| Damaschkestraße                                                                   | Damaschkestraße                              | Gesamtanlage Damaschkestraße Lage | |              | 11298 DDB  |
| Erbacher Straße                                                                   | Erbacher Straße                              | Gesamtanlage Erbacher Straße Lage | |              | 11299 DDB  |
| Bild gesucht BW                                                                   | Gesamtanlage Kellereibergstraße              | Gesamtanlage Kellereibergstraße Lage | |              | 745905 DDB |
| Bild gesucht BW                                                                   | Obere Vorstadt                               | Gesamtanlage Obere Vorstadt Lage | |              | 11300 DDB  |
| Bild gesucht BW                                                                   | Untere Vorstadt                              | Gesamtanlage Untere Vorstadt Lage | |              | 11301 DDB  |
| ‚Zeppelinhäuser‘                                                                  | ‚Zeppelinhäuser‘                             | Gesamtanlage ‚Zeppelinhäuser‘ Lage | |              | 11302 DDB  |
|                                                                                   |                                              | Große Gasse 2 LageFlur: 1, Flurstück: 89/6 | |              | 11359 DDB  |
|                                                                                   |                                              | Große Gasse 4 LageFlur: 1, Flurstück: 110/1 | |              | 11360 DDB  |
|                                                                                   |                                              | Große Gasse 9 LageFlur: 1, Flurstück: 70/2 | |              | 11361 DDB  |
| weitere Bilder                                                                    | Ehemalige Hofapotheke                        | Große Gasse 12, Untere Pfarrgasse 2 LageFlur: 1, Flurstück: 128/1, 128/2 | |              | 11362 DDB  |
| Laufbrunnen                                                                       | Laufbrunnen                                  | Große Gasse (vor Nr. 14) LageFlur: 1, Flurstück: 1780/109 | Ehemaliger Marktbrunnen | 1541         | 11364 DDB  |
| weitere Bilder                                                                    |                                              | Große Gasse 14 LageFlur: 1, Flurstück: 141/1 | |              | 11363 DDB  |
|                                                                                   |                                              | Große Gasse 16 LageFlur: 1, Flurstück: 142/3 | |              | 11365 DDB  |
| weitere Bilder                                                                    | Gasthaus ‚Grüner Baum‘                       | Große Gasse 17 LageFlur: 1, Flurstück: 975/2 | Historisches Wirtshausschild von 1788 |              | 11366 DDB  |
| weitere Bilder                                                                    |                                              | Große Gasse 19 LageFlur: 1, Flurstück: 974/2 | | 1654         | 11367 DDB  |
|                                                                                   |                                              | Große Gasse 19a LageFlur: 1, Flurstück: 974/2 | | um 1700      | 11368 DDB  |
|                                                                                   |                                              | Häfnergasse 9 LageFlur: 1, Flurstück: 216/2 | Hauszeichen eines Nagelschmieds, bezeichnet 1817 | 1817         | 11369 DDB  |
| Türsturz 1822                                                                     | Sachteil: Portal                             | Hammerweg 1/3 LageFlur: 1, Flurstück: 778/1 und 1888 | |              | 11370 DDB  |
|                                                                                   |                                              | Hammerweg 2 LageFlur: 1, Flurstück: 784/3 | | 1808         | 11371 DDB  |
|                                                                                   |                                              | Hammerweg 28 LageFlur: 2, Flurstück: 167/8 | | 1786         | 11372 DDB  |
| ‚Oberer Hammer‘                                                                   | ‚Oberer Hammer‘                              | Hammerweg 31/33 LageFlur: 1, Flurstück: 1755/5, 1755/6, 1756/2 | |              | 11373 DDB  |
| Bild gesucht BW                                                                   | ‚Heylstein‘                                  | Heuberg LageFlur: 25, Flurstück: 1 | |              | 11450 DDB  |
| weitere Bilder                                                                    | Bahnhof                                      | Hulster Straße 2 LageFlur: 11, Flurstück: 119/23 | | um 1870      | 11374 DDB  |
|                                                                                   |                                              | Jahnstraße 4 LageFlur: 7, Flurstück: 401 | Scheunengebäude |              | 11375 DDB  |
| Laufbrunnen (‚Gerichtsbrunnen‘)                                                   | Laufbrunnen (‚Gerichtsbrunnen‘)              | Kellereibergstraße (vor Erbacher Straße 9) LageFlur: 1, Flurstück: 1781/139 | | 1832         | 11340 DDB  |
|                                                                                   |                                              | Kellereibergstraße 1 LageFlur: 1, Flurstück: 265/2 | |              | 11376 DDB  |
| Bild gesucht BW                                                                   |                                              | Kellereibergstraße 6/8 LageFlur: 1, Flurstück: 706/3, 707/1 | | 1831         | 771093     |
|                                                                                   |                                              | Kellereibergstraße 30 LageFlur: 1, Flurstück: 752/1 | | 1898–1900    | 11377 DDB  |
| Brunnenstein (‚Kiliansfloß‘)                                                      | Brunnenstein (‚Kiliansfloß‘)                 | Kirchhofswiesen LageFlur: 5, Flurstück: 132 | |              | 11449 DDB  |
|                                                                                   |                                              | Kleine Gasse 1/3 LageFlur: 1, Flurstück: 126/1 | |              | 11385 DDB  |
| Denkmalgeschützter Laufbrunnen „Gänsebrünnchen“ in Michelstadt, Am Stadion        | Laufbrunnen (‚Gänsebrünnchen‘)               | Kühköpfchen LageFlur: 24, Flurstück: 1/25 | | 1846         | 11304 DDB  |
| ‚Lindenbrunnen‘                                                                   | ‚Lindenbrunnen‘                              | Lindenplatz LageFlur: 1, Flurstück: 1781/144 | Früherer ‚Viehmarktsbrunnen‘ | 1822         | 11386 DDB  |
|                                                                                   |                                              | Lindenplatz 4 LageFlur: 1, Flurstück: 428/7 | | 1807         | 11387 DDB  |
|                                                                                   |                                              | Lindenplatz 5/6 LageFlur: 1, Flurstück: 480/2 und 482/1 | | ca. 1810     | 11388 DDB  |
| Marktbrunnen                                                                      | Marktbrunnen                                 | Marktplatz LageFlur: 1, Flurstück: 1780/105 | | 1575         | 11389 DDB  |
|                                                                                   |                                              | Marktplatz 1 LageFlur: 1, Flurstück: 88/3 | |              | 11390 DDB  |
| weitere Bilder                                                                    | Altes Rathaus                                | Marktplatz 3 LageFlur: 1, Flurstück: 14/1 | | 1484         | 11391 DDB  |
| Sachteil: Erker                                                                   | Sachteil: Erker                              | Marktplatz 6 LageFlur: 1, Flurstück: 208/2 | |              | 11392 DDB  |
|                                                                                   |                                              | Mauerstraße 3a LageFlur: 1, Flurstück: 49/1 | |              | 30589 DDB  |
| weitere Bilder                                                                    |                                              | Mauerstraße 17, Maurerstraße LageFlur: 1, Flurstück: 57/2, 57/3 | |              | 11393 DDB  |
| weitere Bilder                                                                    | Ehemalige Synagoge                           | Mauerstraße 19 LageFlur: 1, Flurstück: 58/1 | | 1791         | 11394 DDB  |
|                                                                                   |                                              | Mauerstraße 20 LageFlur: 1, Flurstück: 25/1 | | 1737         | 11395 DDB  |
|                                                                                   |                                              | Mauerstraße 21 LageFlur: 1, Flurstück: 59/5 | | 1780         | 11396 DDB  |
|                                                                                   |                                              | Neutorstraße 1 LageFlur: 1, Flurstück: 93/2 | |              | 11397 DDB  |
| Sachteil: Laubhütte                                                               | Sachteil: Laubhütte                          | Neutorstraße 3 LageFlur: 1, Flurstück: 94/1 | |              | 11398 DDB  |
|                                                                                   |                                              | Neutorstraße 6/8 LageFlur: 1, Flurstück: 193/3, 193/4 | | 1561         | 11399 DDB  |
|                                                                                   |                                              | Neutorstraße 7 LageFlur: 1, Flurstück: 168 | | 1746         | 11400 DDB  |
|                                                                                   |                                              | Neutorstraße 8 LageFlur: 1, Flurstück: 193/4 | | 1790         | 11401 DDB  |
|                                                                                   |                                              | Neutorstraße 15, Neutorstraße 13 LageFlur: 1, Flurstück: 177/6, 178/2 | |              | 11402 DDB  |
| Laufbrunnen (‚Neutorbrunnen‘)                                                     | Laufbrunnen (‚Neutorbrunnen‘)                | Neutorstraße (vor Nr. 15/17) LageFlur: 1, Flurstück: 767/3 | | 1865         | 11403 DDB  |
|                                                                                   |                                              | Neutorstraße 16 LageFlur: 1, Flurstück: 761/5 | | 1838         | 11404 DDB  |
| Gerberzeichen von 1790                                                            | Sachteil: Türsturz                           | Neutorstraße 21/23 LageFlur: 1, Flurstück: 773/1, 774/1 | |              | 11405 DDB  |
|                                                                                   |                                              | Neutorstraße 25 LageFlur: 1, Flurstück: 776/1 | | 1842         | 11406 DDB  |
| weitere Bilder                                                                    | ‚Färberhaus‘                                 | Obere Pfarrgasse 1 LageFlur: 1, Flurstück: 42/2 | | 1620         | 11407 DDB  |
|                                                                                   |                                              | Obere Pfarrgasse 3 LageFlur: 1, Flurstück: 40/1 | |              | 11408 DDB  |
| Evangelisches Gemeindehaus                                                        | Evangelisches Gemeindehaus                   | Obere Pfarrgasse 21 LageFlur: 1, Flurstück: 26/1 | | 1908         | 11409 DDB  |
| Ehemaliges Pfarrhaus                                                              | Ehemaliges Pfarrhaus                         | Obere Pfarrgasse 22 LageFlur: 1, Flurstück: 12/7 | | 1572         | 11410 DDB  |
|                                                                                   |                                              | Obere Pfarrgasse 24 LageFlur: 1, Flurstück: 20/1 | | 1540/50      | 11411 DDB  |
| Laufbrunnen (‚Kronenbrunnen‘)                                                     | Laufbrunnen (‚Kronenbrunnen‘)                | Obere Pfarrgasse (vor Nr. 25) LageFlur: 1, Flurstück: 1781/135 | | 1862         | 11413 DDB  |
|                                                                                   |                                              | Obere Pfarrgasse 25 LageFlur: 1, Flurstück: 23/7 | | 1690         | 11412 DDB  |
|                                                                                   |                                              | Obere Pfarrgasse 26 LageFlur: 1, Flurstück: 75/1 | |              | 11414 DDB  |
|                                                                                   |                                              | Obere Pfarrgasse 29 LageFlur: 1, Flurstück: 65/4 | |              | 11415 DDB  |
|                                                                                   |                                              | Obere Pfarrgasse 32 LageFlur: 1, Flurstück: 71/3 | |              | 11416 DDB  |
|                                                                                   |                                              | Rathausgäßchen 3 LageFlur: 1, Flurstück: 16/3 | |              | 11417 DDB  |
|                                                                                   |                                              | Rathausgäßchen 5 LageFlur: 1, Flurstück: 18/3 | | 1807         | 11418 DDB  |
| Stallscheune                                                                      | Stallscheune                                 | Rathausgäßchen 6 LageFlur: 1, Flurstück: 76/7 | Klassizistische Stallscheune aus Bruchstein mit Ortsteinquaderung und halbrunden Oberfenstern aus Haustein, errichtet laut Inschrift 1826 | 1826         | 11419 DDB  |
|                                                                                   |                                              | Schulstraße LageFlur: 1, Flurstück: 1021/7 | | 1785         | 11422 DDB  |
|                                                                                   |                                              | Schulstraße 6 LageFlur: 1, Flurstück: 963/3 | | 1738         | 11421 DDB  |
| Theodor-Litt-Schule (Stadtschule)                                                 | Theodor-Litt-Schule (Stadtschule)            | Schulstraße 20 LageFlur: 1, Flurstück: 1216/7 | | 1900–01      | 11424 DDB  |
| Villa Kalkhof                                                                     | Villa Kalkhof                                | Schulstraße 40 LageFlur: 1, Flurstück: 1452/11 | ehemals gräflicher Gutshof und erster Sitz der Kaltwasserheilanstalt |              | 11425 DDB  |
| weitere Bilder                                                                    |                                              | Stadtbefestigung, Mauerstraße, Obere Pfarrgasse 1, Maurerstraße 3a, 5, 7, Braunstraße 11, Einhardspforte 1–3, Häfnergasse 10, 12, 14, 16, 18, 24, Untere Pfarrgasse 5, Große Gasse 111, 14, 16 LageFlur: 1, Flurstück: 42/3, 44/2, 45/5, 49/1, 50, 51/2, 51/4, 52/2, 53/2, 54/2, 57/2, 58/2, 59/2, 63/1, 67, 141/1, 142/3, 147/6, 147/7, 149/2, 150/4, 150/9, 151/4, 151/5, 155/1, 156/2, 220/6, 221/6, 226/6, 228/9, 240/3, 248/1, 250/3, 251/4 | Stadtbefestigung |              | 11303 DDB  |
|                                                                                   |                                              | Untere Pfarrgasse 6 LageFlur: 1, Flurstück: 124/2 | |              | 11426 DDB  |
|                                                                                   |                                              | Untere Pfarrgasse 13 LageFlur: 1, Flurstück: 159/2, 159/4 | |              | 11427 DDB  |
| ‚Stadtschultheiß-Spindler-Haus‘                                                   | ‚Stadtschultheiß-Spindler-Haus‘              | Untere Pfarrgasse 17 LageFlur: 1, Flurstück: 161/3 | | 1748         | 11428 DDB  |
|                                                                                   |                                              | Untere Pfarrgasse 19 LageFlur: 1, Flurstück: 164/9 | Der „Alte Hof“, ursprünglich gräflicher Gutshof, seit 1541 Münze, später städtisches Krankenhaus. Dreizehnachsiges Gebäude von bedeutenden Ausmaßen mit der Stadtmauer an der Rückwand, das seine heutige Gestalt der Zeit um 1700 verdankt; Krüppelwalmdach (Gauben neu). Ein Keller wurde 1977 zur Bienenmarkt-Passage umgebaut. Der hier eingebaute Schlussstein ist 1563 datiert. |              | 11429 DDB  |
| Laufbrunnen (‚Spitalbrunnen‘)                                                     | Laufbrunnen (‚Spitalbrunnen‘)                | Untere Pfarrgasse 19 LageFlur: 1, Flurstück: 164/9 | | um 1840      | 11430 DDB  |
|                                                                                   |                                              | Untere Pfarrgasse 21 LageFlur: 1, Flurstück: 166/2 | |              | 11431 DDB  |
| Wegweiserstein                                                                    | Wegweiserstein                               | Waldstraße LageFlur: 8, Flurstück: 157/16 | |              | 11448 DDB  |
| Denkmalgeschütztes Gebäude in Michelstadt, Waldstraße 1                           |                                              | Waldstraße 1 LageFlur: 1, Flurstück: 960 | |              | 11432 DDB  |
| Denkmalgeschützte Scheune in Michelstadt, Waldstraße 3/5                          | Scheune                                      | Waldstraße 3/5 LageFlur: 1, Flurstück: 961, 962 | Fachwerkscheune (Teil des Anwesens Bahnhofstraße 7) |              | 11308 DDB  |
| Bild gesucht BW                                                                   |                                              | Waldstraße 13 LageFlur: 1, Flurstück: 991/4 | | um 1710      | 11433 DDB  |
| Denkmalgeschütztes Gebäude in Michelstadt, Waldstraße 21                          |                                              | Waldstraße 21 LageFlur: 1, Flurstück: 1006/1 | | um 1770      | 11434 DDB  |
| Denkmalgeschütztes Gebäude in Michelstadt, Waldstraße 26                          |                                              | Waldstraße 26 LageFlur: 1, Flurstück: 1012/2 | |              | 11435 DDB  |
| Denkmalgeschütztes Gebäude in Michelstadt, Waldstraße 28                          |                                              | Waldstraße 28 LageFlur: 1, Flurstück: 1011/1 | |              | 11436 DDB  |
| Denkmalgeschütztes Gebäude in Michelstadt, Waldstraße 30                          |                                              | Waldstraße 30 LageFlur: 1, Flurstück: 1010 | | ca. 1720     | 11437 DDB  |
| Denkmalgeschütztes Gebäude in Michelstadt, Waldstraße 32                          |                                              | Waldstraße 32 LageFlur: 1, Flurstück: 1113/1 | | 1783         | 11438 DDB  |
| Denkmalgeschütztes Gebäude in Michelstadt, Waldstraße 37                          |                                              | Waldstraße 37, Hochstraße 45 LageFlur: 1, Flurstück: 1362/2, 1362/3 | | 1765         | 11439 DDB  |
| Denkmalgeschütztes Gebäude in Michelstadt, Waldstraße 39                          |                                              | Waldstraße 39 LageFlur: 1, Flurstück: 1360 | | 1765         | 11440 DDB  |
| Denkmalgeschütztes Gebäude in Michelstadt, Waldstraße 41–43                       |                                              | Waldstraße 41/43 LageFlur: 1, Flurstück: 1357 | |              | 11441 DDB  |
| Denkmalgeschütztes Gebäude in Michelstadt, Waldstraße 46                          |                                              | Waldstraße 46 LageFlur: 1, Flurstück: 1150/1 | | um 1780      | 11442 DDB  |
| Denkmalgeschütztes Gebäude in Michelstadt, Waldstraße 50                          | Gasthaus ‚Schmerkers Garten‘                 | Waldstraße 50a/50b, Waldstraße LageFlur: 1, Flurstück: 1152/8, 1152/9, 1152/20 | | 1907         | 11443 DDB  |
|                                                                                   |                                              | Waldstraße 55/57 LageFlur: 1, Flurstück: 1400/1, 1401/1 | | um 1800      | 11444 DDB  |
| Haus Rothenhäuser                                                                 | Haus Rothenhäuser                            | Waldstraße 67 LageFlur: 1, Flurstück: 1419/2 | |              | 11445 DDB  |
| Sachteile: Müllerstein und ‚Zacharias-Segen‘                                      | Sachteile: Müllerstein und ‚Zacharias-Segen‘ | Waldstraße 105 LageFlur: 8, Flurstück: 280/1 | |              | 11446 DDB  |
| ‚Fürstenauer Hof‘                                                                 | ‚Fürstenauer Hof‘                            | Walther-Rathenau-Allee 5, Walther-Rathenau-Allee 3 LageFlur: 11, Flurstück: 37/3, 39/6 | |              | 11420 DDB  |

### Rehbach
| Bild             | Bezeichnung                                 | Lage                                                       | Beschreibung | Bauzeit | Objekt-Nr. |
| ---------------- | ------------------------------------------- | ---------------------------------------------------------- | --- | ------- | ---------- |
| Bild gesucht BW  | Forsthaus Kohlgrube / Sachteil: Ziehbrunnen | An der Kohlgrube LageFlur: 15, Flurstück: 4                | |         | 11459 DDB  |
| Bild gesucht BW  | Hohenloher Hof                              | Langen-Brombacher Straße 1 LageFlur: 1, Flurstück: 1/7     | |         | 11453 DDB  |
| Bild gesucht BW  | Ehemalige Schule                            | Langen-Brombacher Straße 2 LageFlur: 1, Flurstück: 1/5     | | 1883    | 11454 DDB  |
| Bild gesucht BW  | Ehemalige Oberförsterei                     | Langen-Brombacher Straße 4 LageFlur: 1, Flurstück: 62/2    | |         | 11455 DDB  |
| Friedhofskapelle | Friedhofskapelle                            | Langen-Brombacher Straße 18 LageFlur: 1, Flurstück: 12/2   | Von der ursprünglichen Pfarrkirche ist nur der Chorturm mit rundem Chorbogen auf dem Friedhofsgelände erhalten. Um 1500 ein Sterngewölbe auf Eckdiensten eingezogen und mit Wappenschlusssteinen versehen. 1860 Aufbau des Satteldachs. Heutige Nutzung als Friedhofskapelle. |         | 11452 DDB  |
| Steinkreuz       | Steinkreuz                                  | Mossauer Weg LageFlur: 16, Flurstück: 1                    | |         | 11458 DDB  |
| Bild gesucht BW  |                                             | Nibelungenstraße 26 LageFlur: 1, Flurstück: 27/3           | |         | 11456 DDB  |
| Bild gesucht BW  |                                             | Nibelungenstraße 36/36a LageFlur: 1, Flurstück: 39/6, 39/8 | | 1791    | 11457 DDB  |

### Steinbach
| Bild                               | Bezeichnung                        | Lage | Beschreibung                  | Bauzeit   | Objekt-Nr. |
| ---------------------------------- | ---------------------------------- | --- | ----------------------------- | --------- | ---------- |
| Bild gesucht BW                    | Steintisch                         | Am Sandbuckel LageFlur: 8, Flurstück: 76/3                                                                                   |                               | 1897      | 11487 DDB  |
| weitere Bilder                     | ‚Totensteg‘ und Steinbachbrücke    | An der Steinbach, Mümling, Steinbach LageFlur: 1, 11, Flurstück: 136/11, 608, 613                                            |                               |           | 11486 DDB  |
| Bild gesucht BW                    | Stellsteinreihe                    | Asselbrunn 43, Bei den Erzwiesen LageFlur: 13, Flurstück: 113, 114                                                           |                               |           | 11490 DDB  |
| Bild gesucht BW                    |                                    | Darmstädter Straße 50, 50a, Darmstädter Straße LageFlur: 1, Flurstück: 333/11, 333/12, 597                                   | Hofreite                      |           | 11462 DDB  |
| Bild gesucht BW                    |                                    | Darmstädter Straße 58 LageFlur: 1, Flurstück: 338/2                                                                          | Kubische Villa                | 1920      | 11463 DDB  |
| Laufbrunnen                        | Laufbrunnen                        | Einhardstraße LageFlur: 1, Flurstück: 603                                                                                    |                               | 1840      | 11464 DDB  |
|                                    |                                    | Einhardstraße 104 LageFlur: 1, Flurstück: 75/1                                                                               |                               |           | 11465 DDB  |
|                                    |                                    | Einhardstraße 108 LageFlur: 1, Flurstück: 79                                                                                 | Tagelöhnerhaus                |           | 11466 DDB  |
|                                    |                                    | Einhardstraße 112 LageFlur: 1, Flurstück: 84/1                                                                               |                               |           | 11467 DDB  |
| weitere Bilder                     | Einhardsbasilika                   | Einhardstraße 116, Im Ort LageFlur: 1, Flurstück: 85/3, 85/4, 87                                                             |                               |           | 11469 DDB  |
| Ehemalige Kinderschule             | Ehemalige Kinderschule             | Einhardstraße 118 LageFlur: 1, Flurstück: 446/28                                                                             |                               | 1890      | 11468 DDB  |
| Steinbach                          | Steinbach                          | Gesamtanlage Steinbach Lage                                                                                                  |                               |           | 11461 DDB  |
| Sachteil: Sockelgeschoß            | Sachteil: Sockelgeschoß            | In den Dorfwiesen 17 LageFlur: 1, Flurstück: 369/3                                                                           |                               | 1769      | 11470 DDB  |
|                                    |                                    | In den Dorfwiesen 23 LageFlur: 1, Flurstück: 408/8                                                                           |                               | 1743      | 11471 DDB  |
| weitere Bilder                     | Schloß Fürstenau                   | Schloßplatz 1–2, Lustgarten, Mümling, Walter-Rathenau-Allee 2, 18 LageFlur: 1, 10, Flurstück: 26–29, 95/1, 436/1, 438, 445/2 |                               |           | 11473 DDB  |
| weitere Bilder                     | Ehemals gräfliche Oberförsterei    | Schloßplatz 3 LageFlur: 1, Flurstück: 434                                                                                    |                               |           | 11474 DDB  |
| weitere Bilder                     |                                    | Schloßstraße 2 LageFlur: 1, Flurstück: 431/1                                                                                 | Gasthaus ‚Zur Gerste’         | ca. 1890  | 11475 DDB  |
| Sachteil: Mauereinfriedung         | Sachteil: Mauereinfriedung         | Schloßstraße 4 LageFlur: 1, Flurstück: 430                                                                                   |                               |           | 11476 DDB  |
| Bild gesucht BW                    | Verbotsstein                       | Schloßstraße 10 LageFlur: 1, Flurstück: 426/4                                                                                |                               |           | 11485 DDB  |
| weitere Bilder                     |                                    | Schloßstraße 17 LageFlur: 1, Flurstück: 90/2, 90/3                                                                           |                               |           | 11477 DDB  |
| weitere Bilder                     |                                    | Schloßstraße 24 LageFlur: 1, Flurstück: 38/1                                                                                 | Ehemaliges Wirtshaus ‚Hirsch’ | 1746      | 11478 DDB  |
|                                    |                                    | Schloßstraße 25 LageFlur: 1, Flurstück: 100/2                                                                                |                               |           | 11479 DDB  |
| Ehemalige Schule                   | Ehemalige Schule                   | Schloßstraße 27 LageFlur: 1, Flurstück: 104/3                                                                                |                               |           | 11480 DDB  |
| Bild gesucht BW                    |                                    | Schloßstraße 28 LageFlur: 1, Flurstück: 35/1                                                                                 | Tagelöhnerhaus                | um 1810   | 11481 DDB  |
| Ehemaliges Wirtshaus ‚Zum Karpfen‘ | Ehemaliges Wirtshaus ‚Zum Karpfen‘ | Schloßstraße 38 LageFlur: 1, Flurstück: 26/1                                                                                 |                               |           | 11482 DDB  |
|                                    |                                    | Schloßstraße 44 LageFlur: 1, Flurstück: 15/1                                                                                 |                               |           | 11483 DDB  |
| Sachteil: Kellerportal             | Sachteil: Kellerportal             | Schloßstraße 51 LageFlur: 1, Flurstück: 289/4                                                                                |                               | 1797      | 11484 DDB  |
| Brücke am Unteren Hammer           | Brücke am Unteren Hammer           | Unterer Hammer, Mümling LageFlur: 9, Flurstück: 34/6, 43/3, 43/4, 44                                                         |                               | 1799/1802 | 11491 DDB  |
| Bild gesucht BW                    | Hammerhaus                         | Unterer Hammer 6 LageFlur: 9, Flurstück: 16/3                                                                                |                               | 1770      | 11489 DDB  |
| weitere Bilder                     | Schloßbrücke                       | Walther-Rathenau-Allee, Mümling LageFlur: 10, 11, Flurstück: 95/1, 135/2                                                     |                               |           | 11900 DDB  |

### Steinbuch
| Bild            | Bezeichnung                     | Lage                                      | Beschreibung | Bauzeit | Objekt-Nr. |
| --------------- | ------------------------------- | ----------------------------------------- | ------------ | ------- | ---------- |
| Bild gesucht BW | Sachteil: Stellsteineinfriedung | Kohlgrube 22 LageFlur: 3, Flurstück: 13/5 |              |         | 11493 DDB  |
| Bild gesucht BW |                                 | Kohlgrube 24 LageFlur: 3, Flurstück: 10/8 |              | 1825    | 11901 DDB  |

### Stockheim
| Bild           | Bezeichnung       | Lage                                                                | Beschreibung | Bauzeit | Objekt-Nr. |
| -------------- | ----------------- | ------------------------------------------------------------------- | ------------ | ------- | ---------- |
| weitere Bilder | Straßenbrücke     | Eisenbahn (auf der Grenze zu Erbach) LageFlur: 13, Flurstück: 230/1 |              | 1874    | 952485 DDB |
| Dorfbrunnen    | Dorfbrunnen       | Mühlstraße (gegenüber Nr. 24) LageFlur: 1, Flurstück: 176/2         |              |         | 11496 DDB  |
| weitere Bilder | Stockheimer Mühle | Mühlstraße 28 LageFlur: 1, Flurstück: 122/1                         |              |         | 11497 DDB  |

### Vielbrunn
| Bild                    | Bezeichnung                     | Lage                                                                      | Beschreibung | Bauzeit  | Objekt-Nr. |
| ----------------------- | ------------------------------- | ------------------------------------------------------------------------- | --- | -------- | ---------- |
| Bild gesucht BW         | Ehemaliges Jagdhaus             | Bremhof 10 LageFlur: 13, Flurstück: 28                                    | |          | 11518 DDB  |
| Bild gesucht BW         |                                 | Bremhof 11, Bremhof LageFlur: 13, Flurstück: 25, 27                       | Wohnhaus einer großen Hofreite | 1798     | 11520 DDB  |
| Bild gesucht BW         | Laufbrunnen                     | Bremhof 15 LageFlur: 13, Flurstück: 7                                     | | 19. Jhd. | 11519 DDB  |
| Bild gesucht BW         |                                 | Brunnthal 5 LageFlur: 52, Flurstück: 7                                    | Forsthofreite |          | 11522 DDB  |
| Bild gesucht BW         |                                 | Brunnthal 11 LageFlur: 52, Flurstück: 16                                  | Ehemals Löwenstein-Wertheimsches Forsthaus |          | 11521 DDB  |
| Ehemalige Oberförsterei | Ehemalige Oberförsterei         | Eulbacher Weg 15/17 LageFlur: 2, Flurstück: 1/1, 6/1                      | |          | 11504 DDB  |
| Bild gesucht BW         | Stellsteinreihe                 | Faltershohl LageFlur: 4, Flurstück: 1                                     | |          | 11509 DDB  |
| Bild gesucht BW         | Hainhaus                        | Gesamtanlage Hainhaus Lage                                                | |          | 11513 DDB  |
| Bild gesucht BW         | Jagdhaus und Kapelle            | Hainhaus 1 LageFlur: 9, Flurstück: 2                                      | Zwei anspruchslose Bauten des 18. Jahrhunderts mit Satteldächern, welche von den Fürsten zu Löwenstein-Wertheim als Jagdhaus genutzt wurden. |          | 11516 DDB  |
| Bild gesucht BW         |                                 | Hainhaus 3 LageFlur: 9, Flurstück: 2                                      | | um 1800  | 11517 DDB  |
| Bild gesucht BW         | Steinbrücke                     | Hainhaus 3 (zwischen 2 und 3) LageFlur: 9, Flurstück: 2                   | |          | 11515 DDB  |
| Steinsessel-Gruppe      | Steinsessel-Gruppe              | Hainhaus 3 (zwischen 2 und 3), Hainhaus 1, 2, 4 LageFlur: 9, Flurstück: 2 | |          | 11514 DDB  |
| Bild gesucht BW         | Stellsteinreihe                 | Heumatten LageFlur: 4, Flurstück: 60                                      | |          | 11510 DDB  |
| weitere Bilder          | Ehemaliges Wasserwerk           | Im Geierstal LageFlur: 15, Flurstück: 41                                  | Stillgelegtes Wasserwerk, unterhalb des Weges von Bremhof zur Geiersmühle im Wald am Oberlauf des Ohrnbach-Tales gelegen. Aufwendige, in der Art des Jugendstils dekorierte Anlage aus Rustika-Quadern mit pompösem Portikus, 1905 errichtet. Im Inneren noch vollständig erhalten und restauriert die technische Installation. | 1905     | 11511 DDB  |
| Bild gesucht BW         | Stellsteinreihe                 | Im Geierstal LageFlur: 19, Flurstück: 11                                  | |          | 11512 DDB  |
| Bubenkreuz              | ‚Bubenkreuz‘ (‚Dreibubenkreuz‘) | Kohlwald LageFlur: 7, Flurstück: 1                                        | |          | 11508 DDB  |
| Bild gesucht BW         | Evangelisches Pfarrhaus         | Ohrnbachtalstraße 24 LageFlur: 1, Flurstück: 32/4                         | Schlichter Winkelbau mit verschindeltem Fachwerkobergeschoss. 1753 für Fürst Karl von Löwenstein zum Jagdhaus umgebaut, seit 1769 wieder als Pfarrhaus genutzt und von 1886 bis 1888 restauriert. | 1568–70  | 11500 DDB  |
| Bild gesucht BW         | Stellsteinreihe                 | Ohrnbachtalstraße 24 LageFlur: 1, Flurstück: 32/4                         | |          | 11499 DDB  |
| Dorfbrunnen             | Dorfbrunnen                     | Römerstraße LageFlur: 1, Flurstück: 235/2                                 | | 1874     | 11501 DDB  |
| Bild gesucht BW         |                                 | Römerstraße 2 LageFlur: 1, Flurstück: 247/7                               | | 1690     | 11502 DDB  |
| Bild gesucht BW         | Laufbrunnen und Stellsteinreihe | Schulbuckel 11, Im mittleren Dorf LageFlur: 2, Flurstück: 11/20, 13/2     | |          | 11505 DDB  |
| Bild gesucht BW         | Stellsteinreihe                 | Schützenstraße (hinter Nr. 20/22) LageFlur: 2, Flurstück: 167/1           | |          | 11503 DDB  |
| Bild gesucht BW         | Stellsteinreihe                 | Stephansweg LageFlur: 1, Flurstück: 375/4                                 | |          | 11506 DDB  |
| weitere Bilder          | Evangelische Pfarrkirche        | Wilhelm-Leuschner-Straße 2 LageFlur: 1, Flurstück: 1                      | Schlichter Saalbau mit Westturm um 1495, Kirchenschiff 1729-1730, Kanzel 1747, Taufstein und Orgel 18. Jahrhundert. Durch Treppeneinbau im Turm 1866 teilweise Zerstörung der spätgotischen Wandmalereien im Erdgeschoß. |          | 11507 DDB  |

### Weiten-Gesäß
| Bild                                    | Bezeichnung                             | Lage                                                  | Beschreibung | Bauzeit  | Objekt-Nr. |
| --------------------------------------- | --------------------------------------- | ----------------------------------------------------- | --- | -------- | ---------- |
| Bild gesucht BW                         |                                         | An den Hauswiesen 3, 5, 7 LageFlur: 1, Flurstück: 4/1 | | 1755     | 11525 DDB  |
| Forsthaus Habrich, heute: Heuberger Hof | Forsthaus Habrich, heute: Heuberger Hof | Außerhalb Heuberger Hof 1 LageFlur: 9, Flurstück: 1/6 | 5,1 km nordöstlich von Erbach, Forsthaus Habrich, ein 1863 von Graf Eberhard zu Erbach-Erbach gegründetes herrschaftliches Hofgut, das im Laufe des 19. Jahrhunderts weiter ausgebaut wurde. Historische Namensformen: Habrigs Haus [Generalstabskarte Großherzogtum Darmstadt 1832-1850], Forsthaus Habrich |          | 11526 DDB  |
| Bild gesucht BW                         |                                         | Dorfstraße 12 LageFlur: 1, Flurstück: 44/6            | | 1791     | 11524 DDB  |
| Bild gesucht BW                         |                                         | Dorfstraße 14 LageFlur: 1, Flurstück: 51/4            | | 18. Jhd. | 640768 DDB |

### Würzberg
| Bild                                           | Bezeichnung                               | Lage | Beschreibung | Bauzeit | Objekt-Nr. |
| ---------------------------------------------- | ----------------------------------------- | --- | ------------ | ------- | ---------- |
| Bild gesucht BW                                | ‚Vosche-Brunnen‘                          | Am Trieb (gegenüber Nr. 32) LageFlur: 5, Flurstück: 265/5                                                       |              | 1906    | 11528 DDB  |
| Bild gesucht BW                                |                                           | Außenliegende Gebäude – Hainstermühle LageFlur: 13, Flurstück: 4                                                |              |         | 11537 DDB  |
| Bild gesucht BW                                | ‚Kreuzstein‘                              | Bei der Hainstermühle LageFlur: 13, Flurstück: 3/11                                                             |              |         | 11538 DDB  |
| weitere Bilder                                 | Jagdschloss Eulbach und Englischer Garten | Eulbach-Jagdschloß 1, 4, Hofgut Eulbach, Lustgarten LageFlur: 15, 21, Flurstück: 2–5, 7–9, 13, 17, 18, 20, 21/1 |              |         | 11536 DDB  |
|                                                |                                           | Euterbach, Eutergrund 1 LageFlur: 9, Flurstück: 17/1, 19/1, 25                                                  | Mühle        |         | 11543 DDB  |
| Bild gesucht BW                                | Stellsteinreihe                           | Gegen dem Wassergang und dem Mainweg (hinter Nr. 31) LageFlur: 3, Flurstück: 61, 97/2                           |              |         | 11530 DDB  |
| weitere Bilder                                 | Eulbacher Park                            | Gesamtanlage Eulbacher Park Lage                                                                                |              |         | 11535 DDB  |
| Bild gesucht BW                                | Grenzstein                                | Haag (Hohe Straße beim ‚Frankfurter Tor‘) LageFlur: 11, Flurstück: 1/1                                          |              |         | 11540 DDB  |
| Whemaliges Schulhaus in Würzberg               | Ehemaliges Schulhaus                      | Hauptstraße 46 LageFlur: 5, Flurstück: 145/14                                                                   |              | 1887    | 11531 DDB  |
| weitere Bilder                                 | Evangelische Kirche                       | Hauptstraße 47 LageFlur: 3, Flurstück: 115/1                                                                    |              | 1905–07 | 11532 DDB  |
| Bild gesucht BW                                | Stellsteinreihe                           | Hauptstraße 57 LageFlur: 3, Flurstück: 181/4                                                                    |              |         | 11533 DDB  |
| Bild gesucht BW                                | Stellsteinreihe                           | Im Ort (hinter Hauptstraße Nr. 15/17) LageFlur: 1, Flurstück: 180/1                                             |              |         | 11529 DDB  |
| Bild gesucht BW                                | ‚Weißer Stein‘                            | Landesgrenze im Südosten der Gemarkung Lage                                                                     |              |         | 11542 DDB  |
| Bild gesucht BW                                |                                           | Mangelsbach 11 LageFlur: 4, Flurstück: 33/2                                                                     |              | um 1790 | 11541 DDB  |
| Bild gesucht BW                                | Wegweiserstein                            | Straßheumatte (Hohe Straße beim ‚Frankfurter Tor‘) LageFlur: 10, Flurstück: 2                                   |              |         | 11539 DDB  |
| Versetztes Torwärterhaus vom ‚Frankfurter Tor‘ | Altes Torwärterhaus                       | Zum Römerbad 17 LageFlur: 6, Flurstück: 95/11                                                                   |              | um 1800 | 11534 DDB  |